# Saint-Loup-des-Chaumes
Saint-Loup-des-Chaumes ist eine französische Gemeinde mit 285 Einwohnern (Stand 1. Januar 2022) im Département Cher in der Region Centre-Val de Loire; sie gehört zum Arrondissement Saint-Amand-Montrond und zum Kanton Trouy.

## Bevölkerungsentwicklung
Quelle: INSEE
- 1962: 326
- 1968: 345
- 1975: 322
- 1982: 302
- 1990: 278
- 1999: 277
- 2012: 303

## Sehenswürdigkeiten

Kirche Saint-Loup

- Kirche Saint-Loup